# أنتوني براون
أنتوني براون (بالإنجليزية: Anthony Brown) هو عازف جاز أمريكي، ولد في 17 مارس 1953 في سان فرانسيسكو في الولايات المتحدة.

## وصلات خارجية
- الموقع الرسمي
- أنتوني براون على موقع ميوزك برينز (الإنجليزية)
- أنتوني براون على موقع أول ميوزيك (الإنجليزية)
- أنتوني براون على موقع ديسكوغز (الإنجليزية)